# Nassau William Senior

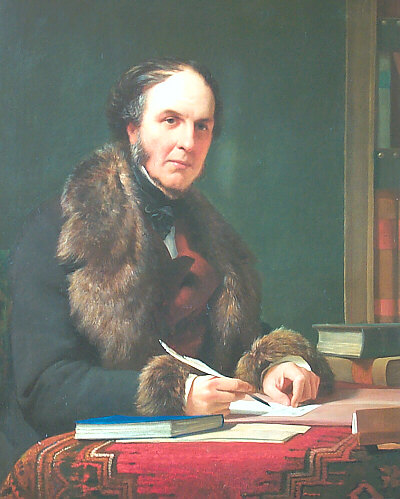
Nassau William Senior

Nassau William Senior (* 26. September 1790 in Compton, Grafschaft Berkshire; † 4. Juni 1864 in Kensington) war ein englischer Nationalökonom, ältester Sohn von J. R. Senior, Vikar von Durnford, Wiltshire.

## Leben
Senior wurde am Eton College und Magdalen College in Oxford ausgebildet. An der Universität war er Privatschüler von Richard Whately, dem späteren Erzbischof von Dublin, mit dem er lebenslang befreundet war. Abschluss als Bachelor im Jahr 1811, anschließend ließ er sich als Rechtsanwalt nieder. Bei der Schaffung der Professur für politische Ökonomie in Oxford im Jahre 1825 wurde Senior auf diesen Professorenstuhl berufen, den er bis zum Jahre 1830, und später noch einmal von 1847 bis 1852 innehatte. Er war im Laufe seines Lebens Mitglied in mehreren Regierungskommissionen und hat an der Reform des englischen Arbeitsrechts mitgewirkt. Die Académie royale des Sciences, des Lettres et des Beaux-Arts de Belgique in Brüssel nahm ihn 1849 als assoziiertes Mitglied auf.
Einige Bekanntheit erlangte Senior durch seine 1837 veröffentlichte Schrift gegen die englischen Fabrikgesetze und gegen die Verkürzung der Arbeitszeiten von täglich zwölf Stunden (Letters on the Factory Act, as it affects the Cotton Manufacture), mit der er nachzuweisen glaubte, dass eine gesetzlich vorgeschriebene Arbeitszeitverkürzung von einer Stunde den Ruin der Baumwollfabrikanten herbeiführen müsse, weil deren gesamter Gewinn in eben der letzten Stunde, die ihre Arbeiter bei ihnen beschäftigt seien, produziert werde. Bei dieser Schrift handelte es sich um ein Gutachten, mit dessen Erstellung Senior 1836 von den großen Baumwollindustriellen aus Manchester beauftragt worden war. Karl Marx widmet dieser Schrift unter der Überschrift „Seniors letzte Stunde“ fünf Seiten im 1. Band seines Hauptwerkes, dem Kapital.